# Not Fade Away (píseň)
„Not Fade Away“ je píseň, kterou napsal Buddy Holly (pod svým jménem Charles Hardin) spolu s producentem Normanem Pettym. Poprvé vyšla jako B-strana singlu „Oh, Boy!“ v říjnu 1957. Americký hudební časopis Rolling Stone píseň zařadil na 108. příčku žebříčku 500 nejlepších písní všech dob. V pozdějších letech ji nahrála řada dalších hudebníků, mezi které patří Stephen Stills, Steve Hillage, Mick Fleetwood nebo skupiny Grateful Dead, The Rolling Stones a Rush.